# 久米平内
久米 平内（くめ の へいない）は、江戸時代前期に実在した日本の武士、剣術家である。粂 平内（読み同）とも表記する。出生名は兵藤 長守（ひょうどう ながもり）、通称は平内兵衛（へいないひょうえ）。講談に取り上げられたため、その人物像は伝説的とされる。

## 人物・来歴
元和2年1月4日（グレゴリオ暦 1616年2月20日）、肥後国熊本（現在の熊本県熊本市）に「兵藤長守」として生まれる。「久米」（粂）姓は妻のものとされる。
三河国挙母藩（現在の愛知県豊田市中心部）に仕え、そののちに江戸・赤坂（現在の東京都港区赤坂）で道場を開き、武術を教えた。赤坂時代、千人斬りの願を起こし、夜ごと辻斬に出たとされる。その後、出家した鈴木正三に入門し、座禅を修めた。浅草の浅草寺の境内、仁王門外に自らの「仁王坐像」を設置し、罪業消滅を願い、通行人に踏みつけさせたとされる。浅草寺の宝蔵門脇に「久米平内堂」が現存するが、ここに安置されたとされる平内像は「踏み付け」が「文付け」に解されて、縁結び信仰の対象となった。
天和3年6月6日（グレゴリオ暦 1683年7月29日）、死去した。享年68（満67歳没）。
戒名は無関一素居士。

## 伝説・物語
歌川豊国（1769年 - 1825年）描く『粂平内左衛門長盛』、一勇斎国芳（歌川国芳、1798年 - 1861年）描く『見立十二支の内丑 粂平内左衛門・松若丸』は、伝説上の平内のデフォルメされた姿である。
1808年（文化5年）、曲亭馬琴が執筆し一柳齋豊廣こと歌川豊広が口絵を描き、慶賀堂が出版した『巷談坡堤庵』は、平内のほか、三浦屋薄雲（生没年不詳、17世紀）、向坂甚内（生年不詳 - 1613年）、土手の道哲らの説話が盛り込まれている。同書が描く平内は、武蔵国豊島郡渋谷郷（現在の東京都渋谷区）の渋谷庄司宗順の屋敷に囲われた剣術の達人として登場する。平内は、数年前まで九州浪人であったが、壮年になってから土地を離れて江戸で剣術指南を始め、宗順も指導を受けるがあまりの貧しさに居宅を提供、平内はこれを恩に着る。宗順は三浦屋の薄雲太夫と出会うが、薄雲は向坂甚内に斬られるが子どもを生んで死に、宗順の夢枕に立つが、これを妖怪と見定めて平内は退治する。宗順は薄雲の子を引き取り瀬太郎と名づけ、長男の金王の弟として育て、最終的に薄雲の仇討ちに成功するが、平内は、薄雲が実の娘であったことを告白する。
1912年（明治45年）7月、立川文庫第32編として刊行された『武士道精華 粂平内』には、剣術指南の阪田藤十郎、荒木又右衛門（1599年 - 1638年）、幡随院長兵衛（1622年 - 1657年）、白柄組・水野十郎左衛門（1630年 - 1664年）らが登場する。1916年（大正5年）、大川屋書店の八千代文庫第14編として刊行された『粂平内』にも、立川文庫同様に幡随院長兵衛が登場して平内の危難を救い、男嫌いの芸者「小春」が登場、水野十郎左衛門がこれを斬ろうとする。長兵衛がとりもって平内は小春と結婚するが、長兵衛は湯殿で殺され、平内が水野を討ち取るという話になっている。1918年（大正7年）、博文館が刊行した、三代目小金井蘆洲による講談本『粂平内』によれば、平内の名は「粂平内兵衛長守」、父は「真野平左衛門長親」とされ、。剣術は父から学んだ卜伝流、津和野城の亀井氏に親子で仕官したという設定である。阪田藤十郎が平内を（柳生宗矩、1571年 - 1646年）に推挙、その後柳生新陰流の免許皆伝している。同ヴァージョンにも、荒木又右衛門、幡随院長兵衛、水野十郎左衛門は登場し、平内は、最終的に初期に助けた三輪屋お里と結婚する。

## フィルモグラフィ

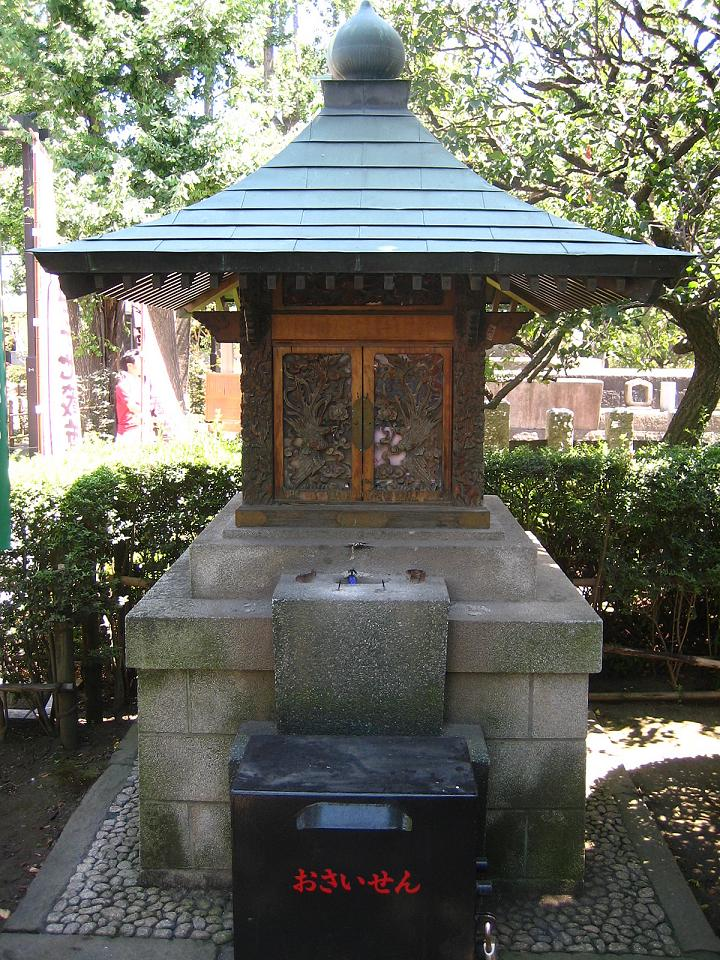
浅草寺の久米平内堂。

日本映画データベースにみられる「久米平内」（粂平内）の登場する劇映画一覧である。末尾の俳優が平内を演じた。
- 『粂の平内一代記』 : 製作・配給M・パテー商会、1911年3月13日公開 - 主演不明
- 『久米の平内』 : 監督牧野省三、製作日活京都撮影所、配給日活、1914年3月1日公開 - 尾上松之助
- 『粂の平内』 : 製作日活京都撮影所、配給日活、1923年公開 - 尾上松之助
- 『粂の平内 大阪の巻』 : 監督山下秀一、脚本上島量、製作帝国キネマ演芸小坂撮影所、配給帝国キネマ演芸、1925年9月3日公開 - 尾上紋十郎
- 『粂平内と幡随院』 : 監督山下秀一、脚本上島量、製作帝国キネマ演芸小坂撮影所、配給帝国キネマ演芸、1925年10月29日公開 - 尾上紋十郎
- 『粂平内と鉄扇』 : 監督山下秀一、脚本近松門吉、製作帝国キネマ演芸小坂撮影所、配給帝国キネマ演芸、1925年12月8日公開 - 尾上紋十郎
- 『粂平内 幡随院復讐篇』 : 監督山下秀一、原作・脚本高井清太郎、製作・配給帝国キネマ演芸 1929年1月10日公開 - 明石緑郎
- 『粂平内 白柄組征服篇』 : 監督矢内政治、原作・脚本高井清太郎、製作・配給帝国キネマ演芸 1929年1月15日公開 - 明石緑郎
- 『豪傑粂の平内』 : 監督米沢正夫、原作川上構、製作・配給極東映画、1937年公開 - 阪東勝太郎